# Сади Карно (политик)
Вижте пояснителната страница за други личности с името Сади Карно.
Мари Франсоа Сади Карно (на френски: Marie François Sadi Carnot) е френски политик.
Той е 4-тият президент на Третата република. Служи на този пост от 1887 до убийството му на 24 юни 1894 г., когато е наранен смъртоносно с нож от италианския анархист Санте Казерио. Убийството става няколко месеца преди изтичане на мандата му.
Мари Франсоа Сади Карно е син на политика Иполит Карно, племенник на физика Никола Леонар Сади Карно и внук на Лазар Карно, също политик.

## Образование и инженерство
Завършва последователно знаменития Лицей Кондорсе, Екол политекник и Националната школа по пътно и мостово строителство в Париж. Участва в строителството на мост на Рона, във фортификацията на департаментите Сен Маритим и Йор, а по време на Френско-пруската война работи по укрепленията на Хавър.

## Политическа дейност
През 1871 г. е избран за депутат във Националното събрание, по-късно е министър на обществените строежи (1880 – 1885) и министър на финансите (1885 – 1886). След скандала и оставката на предишния президент Жул Греви, Сади Карно е избран за президент от Френския парламент през 1887 г.